# Virginia Wadeová
Sarah Virginia Wadeová, OBE (* 10. července 1945, Bournemouth, Dorset) je bývalá britská tenistka, vítězka sedmi grandslamů – tří singlových a čtyř deblových. V červenci 1977 zvítězila ve stém ročníku Wimbledonu a do triumfu Andyho Murrayho na US Open 2012 byla poslední britskou šampionkou dvouhry na turnajích velké čtyřky. Po ukončení aktivní kariéry se čtyři roky věnovala trenérské dráze.
Hrála útočný tenis. Podání a voleje se řadily k absolutní světové špičce.
V roce 1986 byla oceněna Řádem britského impéria (OBE). Roku 1989 pak došlo v americkém Newportu k jejímu uvedení do Mezinárodní tenisové síně slávy.

## Osobní život
Narodila se roku 1945 v anglickém Bournemouthu. Od jednoho roku věku žila s rodiči v Jihoafrické unii, kde začala hrát tenis. Otec působil jako arciděkan v Durbanu. V patnácti letech se rodina vrátila zpět do Velké Británie. Navštěvovala střední dívčí školu Tunbridge Wells Girls' Grammar School a také Talbot Heath School. Poté pkračovala vysokoškolským studiem matematiky a fyziky na Univerzitě v Sussexu, které absolvovala v roce 1966.

## Tenisová kariéra
Aktivní kariéru prožila na přelomu amatérské éry a první fáze otevřeného období tenisu. V roce 1968 vyhrála historicky premiérový otevřený turnaj
British Hard Court Open v Bournemouthu a získala první finanční prémii 720 amerických dolarů. O pět měsíců později se stala profesionálkou a odjela do Spojených států, kde vyhrála otevřené US Open po finálové výhře nad Američankou Billie Jean Kingovou. Prémie činila 6 000 dolarů.
V roce 1977 na domácí půdě získala singlový titul z nejslavnější tenisové události světa ve Wimbledonu. Od roku 1962 se jednalo o šestnáctou sezónu, v níž do turnaje nastoupila. Poprvé se však probojovala až do finále, když v semifinále přešla přes Američanku Chris Evertovou ve třech setech. Ve finále stého jubilejního ročníku čelila Betty Stoveové. Královna Alžběta II. daný rok slavila stříbrné jubileum – dvacet pět let na trůnu a poprvé za čtvrt století se rozhodla Wimbledon navštívit, když se zúčastnila finálového zápasu. Angličanka jej vyhrála devět dnů před 32. narozeninami ve třech sadách a z rukou panovnice převzala stříbrný talíř mísu Venus Rosewater pro šampiónku dvouhry. Publikum na centrálním dvorci začalo k oslavě triumfu spontánně zpívat chorál For She's a Jolly Good Fellow.
Spolu s Australankou Margaret Smithovou Courtovou zvítězila na čtyřech grandslamech v ženské čtyřhře. Spolu s Courtovou, Kingovou a Casalsovou nejvíce ovlivňovala vývoj ženského tenisu v 60. a 70. letech. Celkově jako profesionálka vyhrála 55 turnajů ve dvouhře s výdělkem 1 542 278 dolarů. V první světové desítce se pohybovala nepřetržitě v letech 1967–1979. Aktivní kariéra trvala dvacet šest let a ukončila ji v závěru sezóny 1985, respektive o rok později ve čtyřhře.
Za fedcupový tým Velké Británie odehrála 99 zápasů, což bylo do doby, než Španělka Arantxa Sánchezová Vicariová nasbírala 100 utkání v soutěži, absolutním rekordem Fed Cupu.
Od roku 1981 pracovala také jako reportérka z tenisových událostí pro British Broadcasting Corporation.
V roce 1983, ve třiceti sedmi letech, získala spolu s Rumunkou Virginií Ruziciovou deblový titul na Italian Open.

### Finále na Grand Slamu

#### Ženská dvouhra: 3 finále (3 výhry)
| Stav    | rok  | turnaj          | povrch | soupeřka ve finále            | výsledek      |
| ------- | ---- | --------------- | ------ | ----------------------------- | ------------- |
| Vítězka | 1968 | US Open         | tráva  | Billie Jean Kingová           | 6–4, 6–1      |
| Vítězka | 1972 | Australian Open | tráva  | Evonne Goolagongová Cawleyová | 6–4, 6–4      |
| Vítězka | 1977 | Wimbledon       | tráva  | Betty Stoveová                | 4–6, 6–3, 6–1 |

#### Ženská čtyřhra: 10 finále (4 výhry, 6 porážek)
| Stav       | rok  | turnaj          | povrch | spoluhráčka        | soupeřky ve finále                         | výsledek      |
| ---------- | ---- | --------------- | ------ | ------------------ | ------------------------------------------ | ------------- |
| Finalistka | 1969 | US Open         | tráva  | Margaret Courtová  | Françoise Durrová Darlene Hardová          | 6–0, 3–6, 4–6 |
| Finalistka | 1970 | Wimbledon       | tráva  | Françoise Durrová  | Billie Jean Kingová Rosemary Casalsová     | 2–6, 3–6      |
| Finalistka | 1970 | US Open         | tráva  | Rosemary Casalsová | Margaret Courtová Judy Tegartová Daltonová | 3–6, 4–6      |
| Finalistka | 1972 | US Open         | tráva  | Margaret Courtová  | Françoise Durr Betty Stoveová              | 3–6, 6–1, 3–6 |
| Vítězka    | 1973 | Australian Open | tráva  | Margaret Courtová  | Kerry Harrisová Kerry Melville Reidová     | 6–4, 6–4      |
| Vítězka    | 1973 | French Open     | antuka | Margaret Courtová  | Françoise Durrová Betty Stoveová           | 6–2, 6–3      |
| Vítězka    | 1973 | US Open         | tráva  | Margaret Courtová  | Billie Jean Kingová Rosemary Casalsová     | 3–6, 6–3, 7–5 |
| Vítězka    | 1975 | US Open (2)     | antuka | Margaret Courtová  | Billie Jean Kingová Rosemary Casalsová     | 7–5, 2–6, 7–6 |
| Finalistka | 1976 | US Open         | antuka | Olga Morozovová    | Delina Boshoffová Ilana Klossová           | 1–6, 4–6      |
| Finalistka | 1979 | French Open     | antuka | Françoise Durrová  | Betty Stoveová Wendy Turnbullová           | 6–3, 5–7, 4–6 |

## Tituly ve dvouhře (55)
tučně turnaje Grand Slamu
- 1968 - US Open, Bloemfontein, Bournemouth, East London, Dewar Cup-Crystal Palace
- 1969 - Kapské Město, Hoylake, Dewar-Perth, Dewar-Stalybridge, Dewar-Aberavon, Dewar-Crystal Palace, East London
- 1970 - German Indoors, West Berlin Open, Irish Open, Stalybridge, Aberavon
- 1971 - Kapské Město, Catania Open, Řím, Newport-Wales, Cincinnati Masters, Dewar-Billingham, Dewar-Aberavon, Dewar Cup Final-London, Clean Air Classic
- 1972 - Australian Open, VS Indoors-Mass., Merion, Buenos Aires
- 1973 - Dallas, Bournemouth, Dewar-Aberavon, Dewar-Edinburgh, Dewar-Billingham, Dewar Cup Final-Albert Hall
- 1974 - Virginia Slims (VS) Chicago, Bournemouth, VS Phoenix, Dewar-Edinburgh, Dewar Cup-London
- 1975 - VS Dallas, VS Philadelphia, Paris Indoors, Eastbourne, Dewar Cup, Stockholm
- 1976 - US Indoor Championships, Dewar Cup
- 1977 - Wimbledon, World Invitational Hilton Head, Tokio Sillook
- 1978 - WTA New Jersey, Tokio Sillook, Florida Open

## Chronologie singlových výsledků na Grand Slamu
| Legenda | Legenda                                   | Legenda | Legenda                     |
| ------- | ----------------------------------------- | ------- | --------------------------- |
| SR      | poměr vyhraných turnajů ku všem odehraným | W–L V–P | výhry–prohry                |
| NH      | daný rok se turnaj nekonal                | A       | turnaje se hráč nezúčastnil |
| 1Q / LQ | prohra v (kole) kvalifikace               | 1k / 1R | prohra v daném kole turnaje |
| QF / ČF | prohra ve čtvrtfinále                     | SF      | prohra v semifinále         |
| F       | prohra ve finále                          | Vítěz   | vítězství v turnaji         |

| Turnaj    | 1962  | 1963  | 1964  | 1965  | 1966  | 1967  | 1968  | 1969  | 1970  | 1971  | 1972  | 1973  | 1974  | 1975  | 1976  | 1977  | 1978  | 1979  | 1980  | 1981  | 1982  | 1983  | 1984  | 1985  | Celkově SR |
| --------- | ----- | ----- | ----- | ----- | ----- | ----- | ----- | ----- | ----- | ----- | ----- | ----- | ----- | ----- | ----- | ----- | ----- | ----- | ----- | ----- | ----- | ----- | ----- | ----- | ---------- |
| Austrálie | A     | A     | A     | A     | A     | A     | A     | A     | A     | A     | vítěz | QF    | A     | A     | A     | A / A | A     | A     | A     | A     | A     | 2R    | 2R    | 2R    | 1 / 5      |
| Francie   | A     | A     | A     | A     | A     | 4R    | A     | 2R    | QF    | 1R    | QF    | 3R    | 2R    | A     | A     | A     | A     | 2R    | 3R    | 4R    | 3R    | 1R    | 1R    | 2R    | 0 / 14     |
| Wimbledon | 2R    | 2R    | 2R    | 4R    | 2R    | QF    | 1R    | 3R    | 4R    | 4R    | QF    | QF    | SF    | QF    | SF    | Vítěz | SF    | QF    | 4R    | 2R    | 2R    | QF    | 3R    | 3R    | 1 / 24     |
| USA       | A     | A     | 4R    | 2R    | QF    | 4R    | Vítěz | SF    | SF    | A     | QF    | QF    | 2R    | SF    | 2R    | QF    | 3R    | QF    | 3R    | 3R    | 1R    | 2R    | 2R    | A     | 1 / 20     |
| SR        | 0 / 1 | 0 / 1 | 0 / 2 | 0 / 2 | 0 / 2 | 0 / 3 | 1 / 2 | 0 / 3 | 0 / 3 | 0 / 2 | 1 / 4 | 0 / 4 | 0 / 3 | 0 / 2 | 0 / 2 | 1 / 2 | 0 / 2 | 0 / 3 | 0 / 3 | 0 / 3 | 0 / 3 | 0 / 4 | 0 / 4 | 0 / 3 | 3 / 63     |